# اترك العالم خلفك (فلم)
اترك العالم خلفك هو فيلم إثارة نفسي أمريكي مروع لعام 2023 من إنتاج وكتابة وإخراج سام إسماعيل . وهو مقتبس من رواية 2020 التي تحمل نفس الاسم للكاتب رومان علم . الفيلم من بطولة جوليا روبرتس وماهرشالا علي وإيثان هوك وميهالا وكيفن بيكون وهم يحاولون فهم الانهيار التدريجي في الهواتف والتلفزيون وغيرها من التقنيات المستخدمة بانتظام والتي تشير إلى كارثة
تم عرض هذا الفيلم "اترك العالم خلفك" لأول مرة في مهرجان AFI في 12 مايو 2023. تم إصداره في دور عرض معينة في 22 نوفمبر 2023، قبل بثه بواسطة منصة نتفليكس Netflix في 8 ديسمبر 2023. تلقي مراجعات ممتازة من النقاد